# Почаевская типография

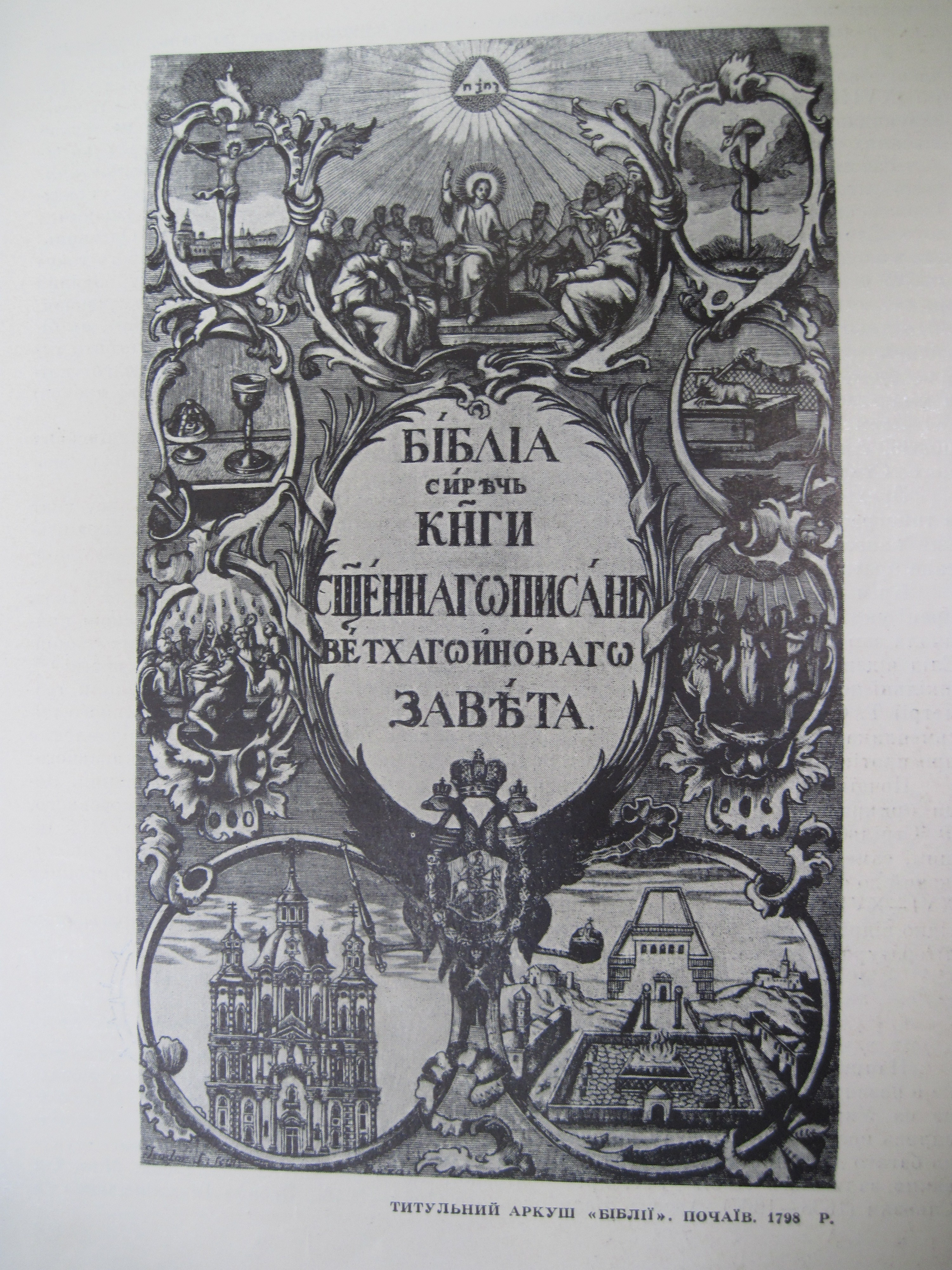
Библия. Титульный лист.
Типография Почаевского монастыря.
1798 год

Почаевская типография была одним из центров книгопечатания, основанным ещё в XVII веке настоятелем Свято-Успенского монастыря Иовом Почаевским.
Игумен Иов был ревностным распространителем не только богослужебных книг, но и сочинений, направленных на защиту православных истин и разъясняющих католические отступления от них. За годы сложной истории Почаевского монастыря в его типографии печатались книги разных направлений — православные, греко-католические, старообрядческие — на церковнославянском, украинском, польском, латинском, русском и греческом языках. Издания типографии, действовавшей с перерывами до 1918 года, были широко известны в России.

## История деятельности

### До присоединения к унии
В 1604 году игуменом Свято-Успенской обители на Почаевской горе был избран Иов (Железо), бывший до того игуменом Крестовоздвиженского монастыря в Дубно во владениях поборника православия и энтузиаста книгопечатания князя Острожского. Игумен Иов, продолжая в Почаевском монастыре свою просветительскую деятельность и имея опыт руководства переводами и изданием духовных произведений в Дубенском монастыре, уже в 1618 году приступил к печатанию книг. Среди первых, напечатанных небольшой передвижной типографией иеромонаха, писателя и издателя Кирилла Ставровецкого, были «Зерцало богословия» Кирилла Транквиллиона и «Диоптра» византийца Филиппа Монотропа, в переводе с греческого игумена Дубенского монастыря Виталия. Хотя в 1633 году король Владислав IV признал право существования православия, идеологическое противостояние с униатами продолжалось. Принадлежавшая перу самого Иова «Книга Иова Железа, игумена Почаевскаго, властною его рукою написанная» была напечатана на русском языке в Почаевской типографии по хранившейся в монастыре рукописи только в 1889 году под названием «Почаевская пчела».

### Униатский период
В 1720 году Почаевский монастырь, несмотря на отказ игумена и монахов подписать такое решения, был включён в число монастырей, принадлежавших к унии. Унийный епископ Феодосий Лубенецкий (Рудницкий) принялся за обустройство стационарной типографии, для чего из Киева были приглашены мастер для изготовления шрифтов — словолитчик и граверы.
C 1731 году Почаевская типография участвовала в тяжбе с типографией Львовского братства за сохранение оспариваемого права печатать книги на кириллице. В 1732 году монастырь получил королевскую привилегию на официальное владение типографией. Первой отпечатанной после этого книгой стал Служебник 1734 года, в предисловии которого была изложена история «обновления» типографии. В течение многих лет Львовское братство, боровшееся за монополию издания кириллических книг, подавало протесты в различные католические инстанции и в 1771 году всё-таки добилось запрета Почаевской типографии печатать те же книги, что и типография братства. В пользу Львовского братства были конфискованы и все ранее отпечатанные такие книги. Полной ликвидации Почаевской типографии помешал лишь первый раздел Речи Посполитой в 1772 году, в результате которого Почаев перешёл к России.
За 23 года (1772—1795) Почаевская типография выпустила книг больше, чем за предыдущие 40 лет (1731—1771). Типография служила интересам униатской церкви и печатала, главным образом, богослужебные книги, но для славянского населения выпускались перепечатки православных изданий, поучения, панегирики, духовные песни и стихи (см., например, Богогласник), учебники, книги религиозно-морализаторского содержания. В это период Почаевская типография была единственной, печатавшей книги на украинском языке.
Почаевские издания выделялись качеством печати, гравюрами украинских художников (по дереву и меди), декоративными инициалами, заставками и концовками. Характерен для них и разработанный в типографии особый почаевский курсивный шрифт.
Многие издания распространялись за пределами украинских земель. Интересом к ним обусловлена публикация в 1760 году каталога «Такса книг в типографии святой обители Почаевской». Авторитет типографии стал причиной появление в России «псевдопочаевских» книг, которые печатались в других местах, но в выходных данных стояло название Почаевской типографии.
В начале 1780-х годов Луцкий епископ Киприан Стеллецкий разрешил префекту Почаевской типографии Спиридону Коберскому печатать книги для российских старообрядцев. За несколько лет было выпущено около 30 изданий.
Несмотря на то, что после второго раздела Польши в 1795 году Почаев оказался на территории России, и обитель, и типография до 1831 года оставались в руках греко-католического ордена василиан.
Печатание старообрядческих книг было обнаружено российскими чиновниками, работа Почаевской типографии была приостановлена, но 4 мая 1800 г. Павел I вернул ей право печатать духовные книги.
Типографии, столкнувшейся в новых условиях с проблемой сбыта униатской печатной продукции, удалось договориться о продаже части напечатанных книг Львовскому братству. Часть книг была оправлена без титулов в Киево-Печерскую лавру для продажи православным монастырям и церквям с титульными листами киевской типографии.

### 1831—1918 годы
В 1831 году Почаевский монастырь году вновь был возвращен православным. Типографию собирались перевести в Полоцк, но через некоторое время она продолжила свою деятельность на прежнем месте. В 1833 году, уже в статусе типографии Почаевской лавры, она получила разрешение печатать православные богослужебные книги — евангелия, октоихи, триоди, жития и акафисты святых и некоторые учебные книги. Уже во второй половине XIX века типография стала источником основных доходов лавры. Была возрождена традиция выпуская «Временных каталогов» собственных изданий.
Активизация деятельности в начале XX века началась после того, как указом Синода от 29-го ноября 1902 года типографом Почаевской Лавры был назначен архимандрит Виталий (Максименко). При нём для типографии был построен трёхэтажный корпус и установлено новое печатное оборудование.
В связи принятием манифеста Николая II «Об укреплении начал веротерпимости» от 17 апреля 1905 года и начавшегося возвращения крестьян западных губерний России в католическую церковь в Почаевской типографии наладили выпуск массовых изданий, разоблачающих католические отступления от православия.
В 1910—1917 годы в типографии печатали периодические издания, редактором которых был архимандрит Виталий, — «Почаевский листок», «Волынские епархиальные известия», «Русский Инок», «Почаевская Лавра», «Библиотека Волынского отделения Союза русского народа».
В 1914 г., с началом Первой Мировой войны, часть типографского оборудования эвакуировали в Здолбунов и в Андреевский скит вблизи Казатина.
В августе 1917 года киевская Центральная Рада приняла решение о конфискации работавших там печатных машин. Остававшиеся в Почаеве две скоропечатные машины были захвачены большевиками. Духовный собор Почаевской лавры в сложившихся условиях решил не восстанавливать разорённую типографию и прекратил издательскую деятельность.
В 1921 году архимандрит Виталий (Максименко) переезжает в Чехословакию, где основывает монастырь Преподобного Иова Почаевского в Ладомировой, при котором с 1923 года действует «Типографское братство преподобного Иова Почаевского». Типография работала до 1944 года. В 1944 году перед приходом Красной армии монахи покинули территорию Словакии, часть из них через Швейцарию и Германию переехала в США, дав основание типографии и издательству в Джорданвилле, другие остались в Мюнхене, где продолжили издательскую активность в монастыре преподобного Иова.

## Собрания Почаевских старопечатных книг
По сведениям разных исследователей до 1831 года в Почаевской типографии напечатаны книги общим числом от 187 до 355 названий.
В каталоге «Почаевский сборник», выпущенном в 2006 году библиотекой РАН, перечислены около 170 экземпляров почаевских изданий, в том числе на кириллице — 157.
Одно из крупнейших в мире собраний почаевских книг XVIII — первой трети XIX веков хранится в киевской НБУ им. В. И. Вернадского. Среди них — на кириллице 1300 экземпляров старопечатных книг 131 разных наименований.